# NASA:s luftreningsstudie
NASA:s luftreningsstudie är ett experiment som NASA genomförde 1989. Syftet var att undersöka olika sätt att rena luften i slutna utrymmen (exempelvis en rymdstation). Resultatet av studien tyder på att vissa växter har förmågan att rengöra luften från lättflyktiga organiska föreningar, vilka i detta fallet var bensen, formaldehyd och trikloretylen. 

## Växterna i studien:[2]
- Svärmors tunga (Dracaena trifasciata)
- Murgröna (Hedera helix)
- Fredskalla (Spathiphyllum 'Mauna Loa')
- Silverkalla (Aglaonema modestum)
- Chamaedorea seifrizii
- Guldbandsdracena (Dracaena marginata)
- Doftdracena (Dracaena fragrans 'Massangeana')
- Benjaminfikus (Ficus benjamina)
- Gerbera (Gerbera jamesonii)
- Krysantemum (Chrysanthemum morifolium)
- Janet Craig (Dracaena deremensis 'Janet Craig')
- Banddracena (Dracaena deremensis 'Warneckei')